# Арабули, Автандил Ираклиевич
Автандил Ираклиевич Арабули (груз. ავთანდილ არაბული; род. 24 марта 1953, Джута, Грузинская ССР) — советский и грузинский филолог, доктор филологических наук, профессор, академик Академии наук Грузии (2015; член-корреспондент с 2009).

## Биография
С 1971 по 1976 год обучался на филологическом факультете Тбилисского государственного университета. С 1976 по 1979 год обучался в аспирантуре Института лингвистики имени А. С. Чикобавы АН ГрузССР.
С 1980 года на научно-исследовательской работе в Институте языкознания АН ГрузССР — НАН Грузии в должностях: младший научный сотрудник, с 1984 года — старший научный сотрудник и заведующий кафедрой лексикологии, с 2000 по 2005 год — заместитель директора по научной работе этого института, с 2006 года — председатель Научного совета этого института.
С 2004 по 2005 год на педагогической работе в Тбилисском государственном университете в должности — заведующий кафедрой нового грузинского языка.

### Научно-педагогическая деятельность и вклад в науку
Основная научно-педагогическая деятельность А. Арабули была связана с вопросами в области лексикологии, этимологии, филологии и лингвистики, занимался изучением стилистики и культуры речи, истории и структуры грузинского языка и истории картвельского языка. Он являлся — председателем Комиссии по комплексному изучению горных грузинских районов при Национальной академии наук Грузии, и главным редактором «Толкового словаря грузинского языка».
В 1980 году защитил кандидатскую диссертацию по теме: «Образование и значение форм третьей серии времен и наклонений глаголов в древнегрузинском языке», в 1997 году защитил докторскую диссертацию на соискание учёной степени доктор филологических наук. В 1997 году ему присвоено учёное звание профессор. В 2009 году был избран член-корреспондентом, в 2015 году — действительным членом НАН Грузии. А. Арабули было написано более двухсот научных работ, в том числе восемнадцати монографий и двадцать учебников для высших учебных заведений.

## Основные труды
- Образование и значение форм третьей серии времен и наклонений глаголов в древнегрузинском языке. - Тбилиси, 1980. - 173 с.
- Образование и значение форм третьей серии времен и наклонений глаголов в древнегрузинском языке / Авт. Арабули. - Тбилиси : Мецниереба, 1984. - 199 с[4]